# Nimbus Records
Nimbus Records es una compañía discográfica independiente británica con sede en Herefordshire, especializada en música clásica, jazz y música del mundo. Fue fundada en 1972 por Numa Labinsky y los hermanos Michael y Gerald Reynolds. Fue la primera empresa del Reino Unido en producir discos compactos.

## Historia
La compañía fue creada en 1972 por el cantante con voz de bajo Numa Labinsky y los hermanos Michael y Gerald Reynolds. Su sede tradicional está situada en la mansión de Wyastone Leys, cerca de Monmouth en las proximidades de la frontera entre Inglaterra y Gales. Un aspecto técnico central de la filosofía de grabación de la compañía fue la adopción temprana del sistema de sonido envolvente Ambisónico inventado por un grupo de investigadores británicos entre los que figuraba el matemático e ingeniero de audio Michael Gerzon. Las grabaciones se realizaban con un conjunto de micrófonos de un solo punto desarrollado por el Dr. Jonathan Halliday, equivalente a una forma de micrófono de campo sonoro, codificado en el Formato Ambisonic UHJ de 2 canales compatible con el sistema estéreo y lanzado en medios estéreo convencionales.
Para experimentar tales grabaciones en su forma más auténtica de sonido envolvente se requiere un decodificador Ambisonic, un tipo de equipo que nunca ha estado ampliamente disponible, por lo que las grabaciones de Nimbus generalmente se escuchan como UHJ no codificado, que es compatible con la reproducción estéreo normal.
La aparición de sistemas de cine en casa con un énfasis cada vez mayor en la reproducción envolvente ofrece oportunidades para que los oyentes domésticos experimenten al menos algunas de las numerosas grabaciones Ambisonic de Nimbus en su estado original. Por ejemplo, la empresa publicó una serie de grabaciones de "DVD Music" en las que los discos maestros UHJ de 2 canales originales se han decodificado y se han volcado en discos de formato envolvente DVD-Audio/Video convencionales. Además, las grabaciones de Nimbus pasaron a menudo a ser grabadas en formato B Ambisonic, que se puede decodificar directamente a un formato envolvente compatible con discos multicanal convencionales como DVD o DTS-CD.
Una gran sello propiedad de Nimbus Records es la serie vocal Prima Voce. Este sello se especializa en la transferencia de registros vocales procedentes de discos de 78 rpm que datan de 1900. El método de transferencia implica el uso de agujas de espino y una bocina acústica gigante en un gramófono cuidadosamente restaurado. No se utiliza ningún procesamiento electrónico: en su lugar, el gramófono se coloca en el entorno de una sala de estar y se graba de manera ambisónica, con sonido envolvente, desde una posición de escucha típica. Aunque controvertida, la técnica es capaz de producir resultados notablemente realistas, especialmente para grabaciones realizadas "acústicamente" antes de la llegada de los micrófonos de estudio en 1925.
Nimbus Records fue la primera empresa en masterizar y prensar discos compactos en el Reino Unido, y desarrolló y vendió equipos para reproducirlos. Se convirtió en parte del Mirror Group en 1987. Tras la desaparición de Robert Maxwell, la empresa de equipos se escindió y los derechos de propiedad intelectual del catálogo de Nimbus Records fueron finalmente readquiridos por los propietarios originales bajo el nombre de Wyastone Estate Limited, que opera Wyastone Business Park, Wyastone Concert Hall y Nimbus Foundation, Nimbus Records y Nimbus Disc On Demand. Esta última es una empresa dedicada a la fabricación de discos de tiradas cortas que ha permitido a Nimbus Records poner a disposición de los compradores de discos prácticamente todo su catálogo de grabaciones desde los primeros tiempos.
Otra actividad por la que se conoce a Nimbus Records es el uso de técnicas avanzadas de "piano roll" para recuperar en CD las grabaciones que alguna vez hicieron famosos compositores y pianistas antes del gran avance de los discos de 78 rpm. Se trata de restaurar y mejorar los mecanismos utilizados por la empresa Aeolian, una vez vendidos bajo "Duo Art" o el "piano reproductor". Estos inventos alemanes originales de principios del siglo XX se introdujeron ampliamente en los EE. UU. en la década de 1920 y permitieron dinámicas de teclas individuales y efectos de pedal "una corda" reales. The Aeolian Company fracasó durante la depresión, pero muchos rollos de artistas como Hoffmann, Friedmann, Percy, Lamond, Paderewsky, Cortot y muchos otros todavía existen y se han transferido fielmente a una serie de CD, por ejemplo, Grand Piano Series.
Fue uno de los primeros grandes sellos de música clásica occidental en grabar también digitalmente música clásica de India y comercializarla junto con su catálogo de composiciones clásicas occidentales.
En 2001 se estableció una nueva sociedad de cartera, Wyastone Estate, soporte financiero de Nimbus Records, Nimbus Disc and Print, Nimbus Music Publishing, Wyastone CD Distribution y Wyastone Business Park. En 2004 Wyastone Estate abrió una planta de fabricación de CD de tiradas cortas. Esto permitió al sello discográfico continuar agregando nuevos títulos al catálogo sin verse obligado a eliminar el catálogo anterior. En 2014, Nimbus Records tenía un catálogo de más de 1500 títulos de CD en stock, su catálogo más grande hasta la fecha. El sello también prensa y distribuye las grabaciones de Lyrita.

## Artistas
- Martin Jones, pianista
- Vlado Perlemuter, pianista
- Bernard Roberts
- Augusta Read Thomas, compositora